# My World (album Aespy)
My World – trzeci minialbum południowokoreańskiej grupy Aespa. Został wydany przez SM Entertainment 8 maja 2023 roku i zawiera sześć utworów, w tym przedpremierowy singiel „Welcome to My World” z udziałem Naevis oraz główny singiel „Spicy”. W porównaniu do mrocznych, futurystycznych, hyperpopowych brzmień z Savage (2021) i Girls (2022), „My World” prezentuje jaśniejsze brzmienia popowe, głównie z elementami tańca i R&B, z melodią charakteryzującą się „porywającymi beatami” i „uroczymi” wokalami grupy. Utwory łączą w sobie różne style, od alternatywnego popu i dream popu po synth-pop i ballady K-popowe. Aespa opisuje ten minialbum jako powrót do „rzeczywistego świata” z Kwangya, prezentując nową stronę grupy w różnych gatunkach.
Album spotkał się z ogólnie pozytywnymi recenzjami krytyków. Komercyjnie zadebiutował na pierwszym miejscu na Circle Album Chart z 1 420 178 sprzedanymi kopiami w ciągu tygodnia.

## Tło wydania
16 lutego 2023 roku Lee Sung-soo opublikował 30-minutowe film, w którym stwierdził: „ Lee Soo-man był powodem opóźnień w muzyce Aespa” i że grupa miała wydać nową muzykę 20 lutego. Dodatkowo dodał, że Soo-man chciał wprowadzić „motywy ekologii związane z sadzeniem drzew i zrównoważonym rozwojem” do utworów, które ostatecznie zostały porzucone, ponieważ „nie pasowały do świata Aespa” i sprawiły, że grupa była „zmartwiona”. 25 i 26 lutego grupa wykonała na swoim pierwszym koncercie, Synk: Hyper Line, utwory, które wówczas nie były jeszcze wydane: „Salty & Sweet”, „Thirsty”, „I'm Unhappy”, „'Til We Meet Again”. 16 marca SM Entertainment ogłosiło, że Aespa wyda album na początku maja. Podczas wywiadu w marca 2023 roku w magazynie Uproxx, członkini Giselle ujawniła, że ich nadchodząca muzyka będzie „trochę inna, jednocześnie trzymając się korzeni całej atmosfery Aespa” poprzez „pokazanie wszechstronnej wersji siebie". Wyjaśniła również, że utwory będą „bardziej sentymentalne, skupione przede wszystkim na orientacji muzycznej, a także na występie”.
17 kwietnia ogłoszono, że trzeci minialbum grupy o tytule My World zawierający sześć utworów zostanie wydany 8 maja. Ogłoszono również, że „Welcome to My World” zostanie wydany przedpremierowo 2 maja. Minialbum będzie dostępny w czterech różnych wersjach z 11 różnymi okładkami, w zależności od wersji, a zamówienia w przedsprzedaży rozpoczną się tego samego dnia. Dzień później ukazał się zwiastun wprowadzający. 24 kwietnia ukazał się zwiastun wideo w stylu „breaking news”. Tego samego dnia lista utworów z 6 utworami została udostępniona na oficjalnej stronie internetowej z ogłoszeniem „Spicy” jako głównego singla. 26 kwietnia ujawniono, że Naevis, postać AI w fabule SMCU Aespa, wystąpi w utworze „Welcome to My World” jako wirtualny artysta. 2 maja wydano „Welcome to My World” wraz z teledyskiem. Od 2 do 4 maja wydano teledyski do utworów „I'm Unhappy”, „Salty & Sweet” i „Thirsty”. 6 maja ukazał się zwiastun teledysku do głównego singla „Spicy”. Minialbum został wydany wraz z teledyskiem do „Spicy” 8 maja.

## Kompozycja
W odniesieniu do procesu twórczego i stylu utworów, SM Entertainment ujawniło, że My World „będzie kontynuować opowiadanie sci-fi grupy” z członkiniami „teraz podróżującymi do prawdziwego świata z Kwangya”. Aespa użyła stylów „kiczowy” i „uliczny” w swoich zapowiedziach i ubraniach podczas promocji My World, odchodząc od mrocznego, futurystycznego stylu i estetyki poprzednich albumów Savage i Girls. W artykule dla Paper, Peyton Gatewood zauważył, że grupa „porzuca metaverse” i rozszerza swoją historię „poza pikselowaną, obcą równinę poprzednich albumów, w kierunku bardziej naturalistycznego terenu”, jak twierdzi oficjalne konto Twitterowe grupy Aespa, ogłaszając, że „Aespa jest w Prawdziwym Świecie!".

Podczas wydarzenia na żywo „Aespa 'My World' Countdown Live” Karina stwierdziła, że „nie ma żadnego złoczyńcy w naszym prawdziwym świecie”. Jednak po tym, jak Aespa zaprasza Naevisa do swojego prawdziwego świata w utworze „Welcome to My World”, „nadal występuje anomalii”. Karina ujawniła również, że „może [grupa] rozpocznie kolejną bitwę lub uda się do innego świata” w swojej przyszłej produkcji.

Ten album pokazuje nową stronę Aespa. Dotychczas głównie prezentowaliśmy mroczną i intensywną muzykę ze względu na naszą fabułę związaną z Kwangya, w której walczyliśmy z przeciwnikiem o imieniu Black Mamba. Ale teraz, gdy wróciliśmy do "rzeczywistego świata", chcieliśmy skupić się na zwyczajnej nastoletniej wersji siebie.

## Odbiór krytyczny
Po premierze albumu My World, otrzymał on pozytywne opinie od krytyków muzycznych, którzy zauważyli zmianę z mrocznego, futurystycznego świata „cyberpunk” i chwalili wokale Aespa oraz różnorodność utworów. Rhian Daly z NME stwierdziła: „My World może złagodzić warstwy SM Culture Universe (SMCU) w swoich utworach, ale nie rozcieńcza brzmienia, za które Aespa są znane” dodając, że „[Naevis], który był mocno obecny w ich wcześniejszych utworach, jest teraz bardziej subtelny i można go łatwo przeoczyć, jednak jest tam, jeśli słuchacz jest uważny”. Ogólnie rzecz biorąc, stwierdziła: „My World udowadnia, że Aespa mogłoby dominować w innych kosmosach poza SMCU”. Sharifa Charles z Clash podsumowała album jako „niezwykłą prezentację wszechstronnych talentów” Aespy, która „zagłębia się w niezbadane terytorium”.
W swojej recenzji dla Dork, Abigail Firth stwierdziła, że za pomocą minialbumu Aespa pokazuje nową stronę siebie, jednocześnie „podwajając swoją wszechstronność i rozszerzając ich zawsze intrygujący wszechświat”. Krytyk IZM, Seonghyun Han, stwierdził, że album to „nie jest deklaracja okupacji terytorialnej, lecz sygnał do przekroczenia granicy i otwarcia przejścia”. Wyróżnił również utwór „Welcome to My World” jako jedno z najważniejszych osiągnięć na albumie.

## Odbiór komercyjny
24 kwietnia 2023 roku poinformowano, że album My World sprzedał się w ponad 1,5 miliona egzemplarzy w przedsprzedaży w ciągu mniej niż tygodnia. Album zadebiutował na pierwszym miejscu na liście Circle Album Chart, sprzedając 1 420 178 egzemplarzy w 19. tygodniu 2023 roku. W pierwszym tygodniu od premiery, My World sprzedał się w ponad 1,6 miliona egzemplarzy według Hanteo Chart, przewyższając rekord Born Pink zespołu Blackpink z września 2022 roku. W zaledwie dwa tygodnie po premierze, album stał się „podwójnym milionowym sprzedawcą, sprzedając 2 011 388 egzemplarzy.

## Lista utworów
| CD | CD                               | CD                                                          | CD | CD                                  | CD      |
| Nr | Tytuł utworu                     | Tekst                                                       | Kompozycja                                                                                              | Aranżacja                           | Długość |
| -- | -------------------------------- | ----------------------------------------------------------- | --- | ----------------------------------- | ------- |
| 1. | „Welcome to My World” (z Naevis) | Ellie Suh (153/Joombas), Hyun Ji-won, Danke (Lalala Studio) | Mich Hansen, Jacob Uchorczak, Celine Svanbäck, Patrizia Helander                                        | Cutfather, Ubizz                    | 3:27    |
| 2. | „Spicy”                          | Bang Hye-hyun (JamFactory)                                  | Ludvig Evers (Moonshine), Jonatan Gusmark (Moonshine), Emily Yeonseo Kim, Moa "Cazzi Opeia" Carlebecker | Moonshine, Jinbyjin                 | 3:17    |
| 3. | „Salty & Sweet”                  | Bang Hye-hyun (JamFactory)                                  | Anne Judith Wik, Moa "Cazzi Opeia" Carlebecker, Jinbyjin                                                | Jinbyjin                            | 3:22    |
| 4. | „Thirsty”                        | Kim Bo-eun (JamFactory)                                     | Geek Boy Al Swettenham, Kyler Niko, Paulina "Pau" Cerrilla                                              | Geek Boy Al Swettenham              | 3:13    |
| 5. | „I'm Unhappy”                    | Lee Seu-ran                                                 | Barry Cohen, Sophie Hintze, Ally Ahern                                                                  | Gingerbread                         | 3:26    |
| 6. | „Til We Meet Again”              | Choi Jae-yeon (JamFactory)                                  | Jake K (Artiffect), Maria Marcus, Andreas Öberg, MCK (Artiffect)                                        | Jake K (Artiffect), MCK (Artiffect) | 3:38    |

## Notowania
| Lista                               | Pozycja | Źr.    |
| ----------------------------------- | ------- | ------ |
| South Korean Albums (Circle)        | 1       | [ 33 ] |
| Australian Digital Albums (ARIA)    | 15      |        |
| Australian Hitseekers Albums (ARIA) | 7       |        |
| Belgian Albums (Ultratop Wallonia)  | 102     | [ 34 ] |
| Croatia International Albums (HDU)  | 8       | [ 35 ] |
| French Albums (SNEP)                | 26      | [ 36 ] |
| Hungarian Albums (MAHASZ)           | 30      | [ 37 ] |
| Japanese Albums (Oricon)            | 3       | [ 38 ] |
| Japanese Combined Albums (Oricon)   | 3       | [ 39 ] |
| Japan Hot Albums (Billboard Japan)  | 3       | [ 40 ] |
| Spanish Albums (PROMUSICAE)         | 45      | [ 41 ] |
| US Billboard 200                    | 9       | [ 42 ] |
| US World Albums (Billboard)         | 1       | [ 43 ] |